# Coleção de Leis do Brasil
A Coleção das Leis do Brasil é uma coleção organizada, impressa e publicada em volumes pela Impressa Nacional initerruptamente desde 1838 até  2002 com todos os documentos oficiais seja de estado, seja de governo produzidos na esfera nacional no Brasil. Sua periodicidade foi anual até 1938, quando aí passou a ser trimestral e em 1989 foi em edição bimestral.

## História
Foi criada pelo Regulamento nº 1, de 1º de janeiro de 1838, no período Regencial, mas publicando todos os atos desde 1º de janeiro de 1808.

A publicação variou de nome de acordo com a situação política do Brasil

### 1808-1821
Nesse período sua denominação foi de Collecção das leis do Brazil e Collecção das decisões do Governo do Brazil.

### 1822-1889
Collecção das Leis do Império do Brazil e Collecção das Decisões do Governo do Império do Brazil. Em 1827 publicou o quadro com o título de "Uniforme dos Generais do Império".

## República
De 1889-1891 na condição de governo provisório da República o nome da publicação era: Decretos do Governo Provisório e Decisões do Governo Provisório da República dos Estados Unidos do Brazil.

## 1892-1967
Collecção das Leis da República dos Estados Unidos do Brazil.

## 1967 -2002
A Constituição de 1967 mudou o nome oficial de "República dos Estados Unidos do Brasil" para somente "Brasil",  mas com a emenda de 1969 o nome oficial do país passou a ser de "República Federativa do Brasil". Assim a publicação também acompanhou e passou a ser Coleção das Leis da República Federativa do Brasil